# Vörös-víz
A Vörös-víz a Bakonyban ered, Veszprém vármegyében, mintegy 200 méteres tengerszint feletti magasságban. A patak forrásától kezdve keleti irányban halad, majd Hetyefőnél eléri a Marcalt.
A Vörös-víz vízgazdálkodási szempontból a Marcal Vízgyűjtő-tervezési alegység működési területét képezi.

## Part menti települések
- Ötvös
- Hetyefő